# مارك فوسكو
مارك فوسكو (بالإنجليزية: Mark Fusco)‏ هو لاعب هوكي الجليد أمريكي، ولد في 12 مارس 1961 في بورلينغتون في الولايات المتحدة.

## وصلات خارجية
- مارك فوسكو على موقع دوري الهوكي الوطني (الإنجليزية)
- مارك فوسكو على موقع قاعة مشاهير الهوكي (لاعب أن.إتش.أل) (الإنجليزية)
- مارك فوسكو على موقع EliteProspects.com (الإنجليزية)
- مارك فوسكو على موقع HockeyDB.com (الإنجليزية)
- مارك فوسكو على موقع Hockey-Reference.com (الإنجليزية)
- مارك فوسكو على موقع أوليمبيديا (الإنجليزية)